# Gynostemma laxiflorum
Gynostemma laxiflorum är en gurkväxtart som beskrevs av Cheng Yih Wu och S.K. Chen. Gynostemma laxiflorum ingår i släktet Gynostemma och familjen gurkväxter. Inga underarter finns listade i Catalogue of Life.